# سيستاتين سي
سيستاتين سي أو سيستاتين 3 (المعروف سابقًا بأثر غاما أو الغلوبيولين التالي لغاما أو عديد الببتيد الأساسي العصبي الصمي)، بروتين مُشفر بواسطة الجين سي إس تي 3، يُستخدم بشكل أساسي بصفة واسم حيوي لوظائف الكلية. دُرس في الآونة الأخيرة لدوره في التنبؤ بأمراض القلب والأوعية الدموية حديثة البدء أو المتدهورة. يبدو أنه يلعب دورًا في اضطرابات الدماغ النشوانية (اضطرابات تنطوي على ترسب نوع من البروتين) مثل داء ألزهايمر. تُنتج جميع الخلايا المُنواة لدى البشر (النواة لب الخلية الذي يحتوي على الحمض الريبي النووي منزوع الأكسجين أو الدنا) السيستاتين سي على شكل سلسلة من 120 حمضًا أمينيًا. يوجد سيستاتين سي في أنسجة الجسم وسوائله كلها تقريبًا. وهو مثبط قوي للبروتيازات الحالّة (إنزيمات من عضيات خاصة في الخلية تُحلل البروتينات) وربما من أهم مثبطات سيستين بروتياز خارج الخلية (يمنع تحلل البروتينات خارج الخلية بواسطة نوع معين من الإنزيمات الحالّة للبروتين). ينتمي سيستاتين سي إلى عائلة جينات السيستاتين من النوع 2.

## دوره في الطب

### وظائف الكلية
يُقاس معدل الترشيح الكبيبي، وهو مؤشر على صحة الكلى، بدقة أكبر عن طريق حقن مركبات مثل الإينولين أو النظائر المشعة مثل «كروم 51 ثنائي أمين الإيثيلين رباعي حمض الأسيتيك» أو «يود 125 يوثالامات» أو «تكنيشيوم 99 حمض ثنائي إيثيلين تريامين بينتا أسيتيك» أو مواد ظليلة مثل إيوكسول، لكن هذه التقنيات معقدة ومكلفة وتستغرق وقتًا طويلًا ولها آثار جانبية محتملة. الكرياتينين هو الواسم الحيوي لوظائف الكلى الأكثر استخدامًا على نطاق واسع. لا يُعد الكرياتينين دقيقًا في الكشف عن القصور الكلوي الخفيف، ويمكن أن تختلف مستوياته مع اختلاف كتلة العضلات ولكنها لا تتأثر بكمية البروتين المُستهلك. قد تتغير مستويات البولة (اليوريا) مع تغير كمية البروتين المُستهلك. تحاول معادلات خاصة مثل صيغة كوكروفت وغولت وصيغة تعديل النظام الغذائي في أمراض الكلى ضبط هذه المتغيرات.
الكتلة الجزيئية للسيستاتين سي منخفض (نحو 13.3 كيلو دالتون)، ويُزال من مجرى الدم عن طريق الترشيح الكبيبي في الكلى. ترتفع مستويات السيستاتين سي في الدم إذا انخفضت وظائف الكلى ومعدل الترشيح الكبيبي. تشير الدراسات المستعرضة (المبنية على نقطة زمنية واحدة) إلى أن مستويات السيستاتين سي في مصل الدم تُمثل اختبارًا أكثر دقة لوظائف الكلى (تعادل في الدقة معدل الترشيح الكبيبي) من مستويات الكرياتينين في مصل الدم. الدراسات الطولية (التي تتابع السيستاتين سي مع مرور الوقت) متفرقة، ولبعضها نتائج واعدة. على الرغم من أن الدراسات متباينة إلى حد ما، فإن معظمها وجد أن مستويات السيستاتين سي أقل اعتمادًا على العمر والجنس والعرق والنظام الغذائي وكتلة العضلات مقارنة بالكرياتينين، وأن السيستاتين سي مساو للواسمات الحيوية الأخرى المتاحة في مجموعات المرضى المختلفة أو يتفوق عليها، بما في ذلك مرضى السكري وفي أمراض الكلى المزمنة وبعد زرع الكلية. اقتُرح أن السيستاتين سي قد يتنبأ بخطر الإصابة بأمراض الكلية المزمنة، أي أنه يكشف حالة «قبل سريرية» من اختلال وظائف الكلى. إضافة إلى ذلك، يُعد ارتفاع السيستاتين سي في مصل الدم المرتبط بالعمر مؤشرًا قويًا على تطور المشكلات الصحية المرتبطة بالعمر، بما في ذلك الوفيات الناجمة عن مختلف الأسباب والوفاة الناجمة عن أمراض القلب والأوعية الدموية والأمراض المتعددة وتراجع الوظيفة البدنية والمعرفية. خلُصت إرشادات المعهد الوطني للصحة وجودة الرعاية في المملكة المتحدة لتقييم أمراض الكلية المزمنة وتدبيرها لدى البالغين إلى أن استخدام السيستاتين سي في مصل الدم لتقدير معدل الترشيح الكبيبي أكثر نوعية من استخدام الكرياتينين المصلي فيما يتعلق بالتأثيرات المهمة للمرض، وقد يُقلل من التشخيص المُفرط لدى المرضى ذوي الحالة الحدية، ما يُقلل من الزيارات الطبية غير الضرورية ومن مخاوف المريض ومن العبء الإجمالي للمرض الكلوي المزمن بين السكان.
تفحصت الدراسات أيضًا استخدام السيستاتين سي بصفته واسمًا لوظائف الكلى لتعديل جرعات الدواء لدى مرضى قصور الكلية.
أُبلغ عن تغير مستويات سيستاتين سي لدى مرضى السرطان ومرضى اضطرابات الغدة الدرقية (حتى في الاضطرابات الخفيفة) ولدى متلقي العلاج بالهرمونات القشرية السكرية في بعض من الحالات. وجدت تقارير أخرى أن المستويات تتأثر بتدخين التبغ ومستويات البروتين المتفاعل سي. مع ذلك، لا يُسبب الالتهاب زيادة في إنتاج السيستاتين سي، لأن العمليات الجراحية الانتخابية، التي تُسبب استجابة التهابية قوية لدى المرضى، لا تُغير تركيز سيستاتين سي في البلازما. يبدو أن المستويات تزداد عند الإصابة بفيروس العوز المناعي البشري، والتي قد تعكس فشلًا كلويًا فعليًا أو لا تعكس ذلك. لا يزال دور السيستاتين سي في مراقبة معدل الترشيح الكبيبي في أثناء الحمل أمرًا مثيرًا للجدل. ومثل الكرياتينين، يزداد طرح السيستاتين سي عبر طرق أخرى غير كلوية مع تراجع معدل الترشيح الكبيبي.

### الموت وأمراض القلب والأوعية الدموية
يزيد اضطراب وظائف الكلية من خطر الوفاة وأمراض القلب والأوعية الدموية. وجدت الكثير من الدراسات أن زيادة مستويات السيستاتين سي ترتبط بازدياد خطر الوفاة وأنواع متعددة من أمراض القلب والأوعية الدموية (بما في ذلك احتشاء عضلة القلب والسكتة الدماغية وقصور القلب وأمراض الشرايين المحيطية والمتلازمة الاستقلابية) والشيخوخة. وجدت بعض الدراسات أن السيستاتين سي أفضل في هذا السياق من الكرياتينين المصلي أو معدل الترشيح الكبيبي المستند إلى الكرياتينين. ولأن مستوى السيستاتين سي أهم في توقع النتائج طويلة المدى مقارنةً بمعدل الترشيح الكبيبي، فقد افتُرض أن السيستاتين سي يرتبط أيضًا بالوفيات بطريقة مستقلة عن وظائف الكلية. اقتُرح أيضًا أن السيستاتين سي قد يتأثر بمعدل الأيض الأساسي (معدل الاستقلاب الأساسي).

### متلازمة تقلص المسام المقترحة
تكون معاملات الغربلة الكبيبية لبروتينات البلازما ذات الأوزان 10-30 كيلو دالتون في الكلى البشرية مرتفعة نسبيًا وتتراوح بين 0.9 و0.07. معاملات الغربلة العالية هذه والإنتاج العالي للرشاحة الفائقة في الحالة الصحية، تعني أن البروتينات التي تقل عن 30 كيلو دالتون في البلازما أو تساويها تُطرح بشكل أساسي عن طريق الكلى ويحدث ما لا يقل عن 85% من طرح السيستاتين سي في الكلى. إذا تقلصت مسام الغشاء الكبيبي، سينخفض ترشيح الجزيئات الأكبر مثل السيستاتين سي، ويكون ترشيح الجزيئات الصغيرة مثل الماء والكرياتينين أقل تأثرًا. في هذه الحالة، ستكون التقديرات المستندة إلى السيستاتين سي لمعدل الترشيح الكبيبي، eGFRcystatin C، أقل من التقديرات المستندة إلى الكرياتينين eGFRcreatinine، إذ تُحدد حالة مفترضة، تسمى متلازمة المسام المنكمشة، من خلال انخفاض نسبة eGFRcystatin C/eGFRcreatinine. ترتبط هذه المتلازمة بزيادة قوية جدًا في معدل الوفيات.

### الاضطرابات العصبية
الطفرات في جين سيستاتين 3 مسؤولة عن النوع الآيسلندي من الاعتلال الوعائي النشواني المخي الوراثي، وهي حالة تؤهب للنزيف المخي والسكتة الدماغية والخرف. تورث الحالة وراثة سائدة. يشكل السيستاتين سي الوحيد ثنائيات وقليلات تعدد عن طريق تبديل النطاق وتكون بنية هذه المركبات ثنائية وقليلة تعدد.
نظرًا إلى أن السيستاتين 3 يربط أيضًا بببتيد بيتا النشواني ويُقلل من تجمعه وترسبه، فهو هدف محتمل في علاج مرض ألزهايمر. ورغم عدم تأكيدها بعد، فإن الأدلة العامة تؤيد دور سي إس تي 3 بصفته جين مؤهب في مرض ألزهايمر. أُبلغ أن مستويات السيستاتين سي تكون أعلى لدى الأشخاص المصابين بداء ألزهايمر.
لا يزال دور السيستاتين سي في التصلب المتعدد والأمراض الأخرى المزيلة للميالين (التي تتميز بفقدان الغمد المياليني) أمرًا مثيرًا للجدل.